# Leo Kestenberg
Leo Kestenberg est un pianiste et professeur de musique allemand, puis israélien, né le 27 novembre 1882 à Rosenberg, en Autriche-Hongrie, et mort le 14 janvier 1962 à Tel Aviv, en Israël.

## Biographie

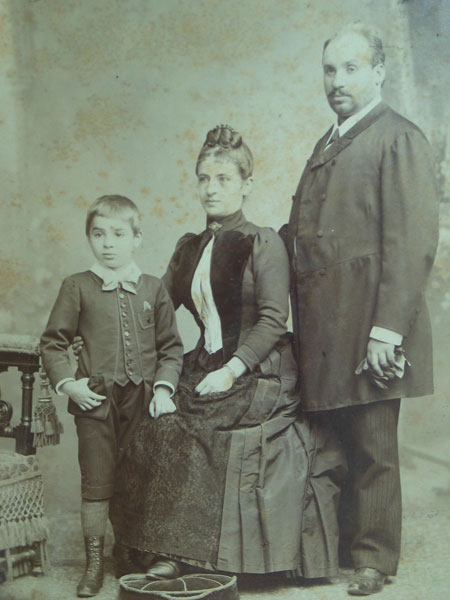
Leo Kestenberg et ses parents, en 1890.

Fils d'un hazzan, Kestenberg a étudié le piano à Berlin avec Franz Kullak et Ferruccio Busoni, dont la personnalité a exercé une influence déterminante sur sa carrière. Accédant rapidement à la célébrité en tant que pianiste concertiste, il a rejoint à cette période le mouvement social démocrate, et a commencé à travailler dans le sens de son idéal personnel, l'intégration sociale de la vie musicale. 
À partir de 1905, Kestenberg a organisé les évènements du Théâtre populaire : chœurs folkloriques, concerts et réunions. Après avoir été nommé directeur musical en 1918, puis conseiller musical en 1927 au Ministère de la Culture de Prusse, il a fait passer la réforme de l'éducation musicale connue aujourd'hui sous le nom de Réforme Kestenberg. Ses décrets éducatifs annuels s'étendaient aux professeurs de musique dans les académies, les séminaires, les conservatoires, les écoles et les jardins d'enfants. Kestenberg avait notamment cherché à mettre en pratique les principes éducatifs défendus par Carl Orff, pour introduire les méthodes du Schulwerk dans les écoles berlinoises. 
En 1933, il est parti à Prague, où il a fondé, sous l'égide du Ministère tchèque de l'éducation, la Société internationale d'éducation musicale, qui a tenu trois congrès internationaux. 
Arrivé à Erez, en Israël, en 1938, il est devenu le directeur de l'Orchestre de Palestine, futur Orchestre philharmonique d'Israël. En 1945, Kestenberg a fondé le Collège d'éducation musicale de Tel Aviv, qu'il a dirigé pendant quinze ans et qu'il considérait comme l'achèvement de son engagement pour la musique. 
Dans ce collège, il réalisa ses idées sur le rôle de la musique dans la vie d'une nation. En tant que professeur à l'Académie de musique de Tel Aviv, il a donné des cours à un certain nombre de pianistes israéliens devenus célèbres par la suite. 
Il était le rédacteur en chef de la Bibliothèque de pédagogie musicale.

## Publications
- Éducation musicale et maintenance musicale, Leipzig, 1921.
- Annuaire de l'organisation allemande de la musique, Berlin, 1929.
- Art et technique, Berlin, 1930, réédition 1999.
- La musique dans le cadre de l'éducation complète, Paris, Informations pédagogiques, 1938.
- Temps turbulents, autobiographie, 1961.
- Écrits rassemblés en 4 volumes et 2 parties, 2009–2013.
- Correspondance avec Franz Wilhelm Beidler (de) (1933–1956), édité en 2013.